# Atlas (groupe de rock)
 (février 2023).
La mise en forme du texte ne suit pas les recommandations de Wikipédia : il faut le « wikifier ».
Les points d'amélioration suivants sont les cas les plus fréquents :
- Les titres sont pré-formatés par le logiciel. Ils ne sont ni en capitales, ni en gras.
- Le texte ne doit pas être écrit en capitales (les noms de famille non plus), ni en gras, ni en italique, ni en « petit »…
- Le gras n'est utilisé que pour surligner le titre de l'article dans l'introduction, une seule fois.
- L'italique est rarement utilisé : mots en langue étrangère, titres d'œuvres, noms de bateaux, etc.
- Les citations ne sont pas en italique mais en corps de texte normal. Elles sont entourées par des guillemets français : « et ».
- Les listes à puces sont à éviter, des paragraphes rédigés étant largement préférés. Les tableaux sont à réserver à la présentation de données structurées (résultats, etc.).
- Les appels de note de bas de page (petits chiffres en exposant, introduits par l'outil «  Source ») sont à placer entre la fin de phrase et le point final[comme ça].
- Les liens internes (vers d'autres articles de Wikipédia) sont à choisir avec parcimonie. Créez des liens vers des articles approfondissant le sujet. Les termes génériques sans rapport avec le sujet sont à éviter, ainsi que les répétitions de liens vers un même terme.
- Les liens externes sont à placer uniquement dans une section « Liens externes », à la fin de l'article. Ces liens sont à choisir avec parcimonie suivant les règles définies. Si un lien sert de source à l'article, son insertion dans le texte est à faire par les notes de bas de page.
- La présentation des références doit suivre les conventions bibliographiques. Il est recommandé d'utiliser les modèles {{Ouvrage}}, {{Chapitre}}, {{Article}}, {{Lien web}} et/ou {{Bibliographie}}. Le mode d'édition visuel peut mettre en forme automatiquement les références.
- Insérer une infobox (cadre d'informations à droite) n'est pas obligatoire pour parachever la mise en page.

Pour une aide détaillée, merci de consulter Aide:Wikification.
Si vous pensez que ces points ont été résolus, vous pouvez retirer ce bandeau et améliorer la mise en forme d'un autre article.
 (février 2023).
Pour les articles homonymes, voir Atlas.
Atlas  est un groupe de rock en corse créé par Lucas Scotto et Gabriel Castanier en 2016.

## Histoire
Atlas est un groupe axé sur le Rock, Pop-Rock, Hard-Rock, et Heavy-Rock des 70's. Originaire principalement de la région de Saint-Florent, en Corse. Le groupe se forme au début de 2016.
Le groupe était initialement destiné à rester un loisir entre amis, mais rapidement, le collectif a souhaité aller plus loin, et c'est en 2021 qu'émerge l'idée de sortir un album. 

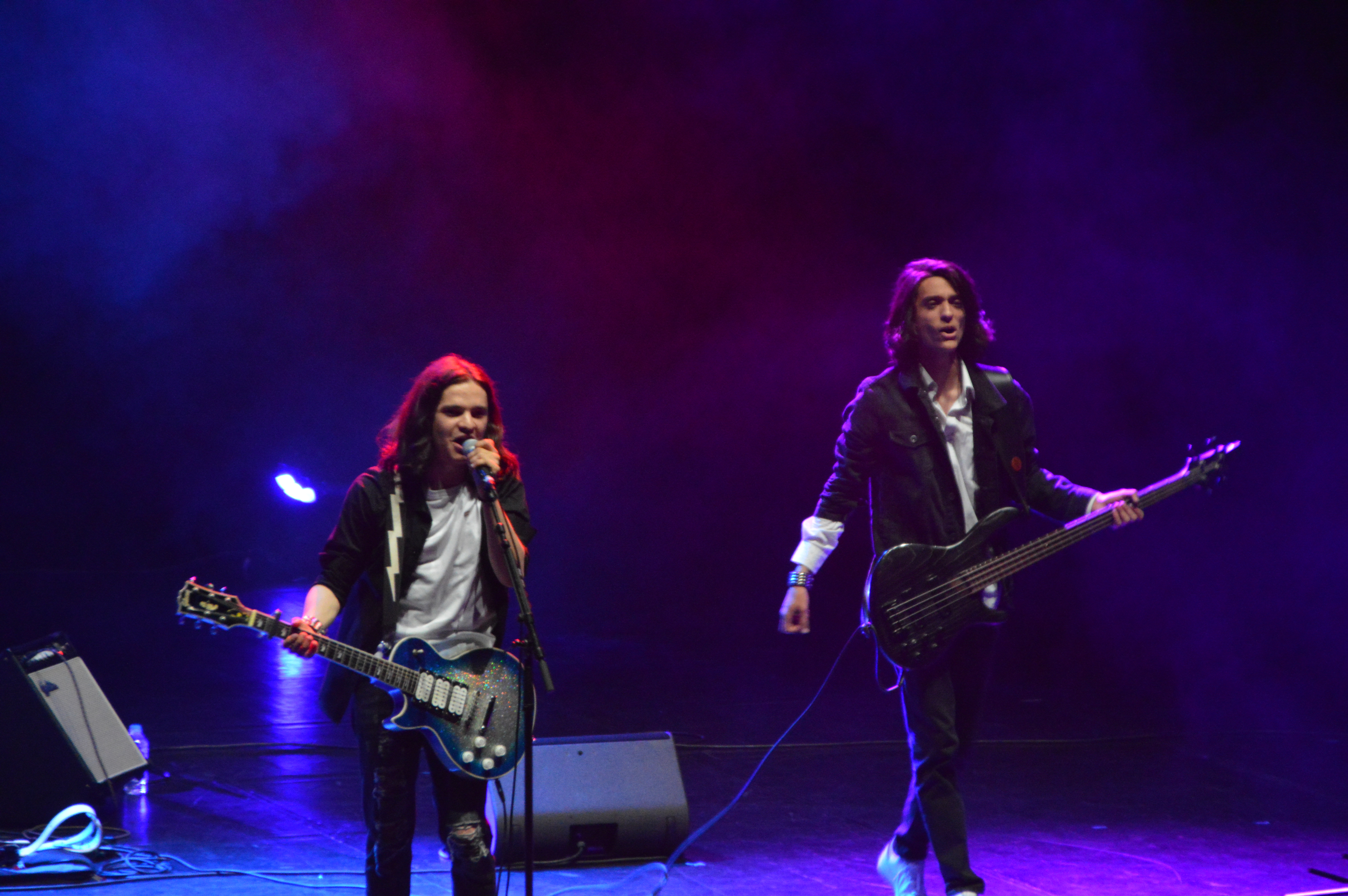
Atlas en concert au Théâtre de Bastia, 2022

C'est ainsi que le groupe décide d'aller enregistrer 6 titres à l'Atom Studio de Vincenzu Lota, condensés dans un EP nommé All World's Breakin' Loose qui sortira par la suite en septembre 2022, après une version démo sortie en 2021, accompagnée de 5 maquettes de compositions supplémentaires aux 6 premières, aujourd'hui disparues des plateformes de streaming.
La promotion de l'album sera effectuée à la télé, comme avec l'émission Ascolta !,et dans la presse régionale, voire nationale avec un article dans Le Parisien (voir article)
Le groupe se produit encore aujourd'hui sur la scène insulaire dans des festivals tels que le Rock In Paese et autres scènes.

## Discographie

### EP
- 2022 - All World's Breakin' Loose

### Singles
- 2022 - Whiskey Night - Atlas
- 2022 - Wheel Of Boredom - Atlas